# Ion Perdicaris
Ion Perdicaris (* 1840; † 1925 in Chislehurst) war ein griechisch-amerikanischer Lebemann, dessen Entführung 1904  den sogenannten Perdicaris-Zwischenfall auslöste.

## Leben
Sein Vater, Gregory Perdicaris, war aus Griechenland in die Vereinigten Staaten eingewandert und heiratete in eine wohlhabende Familie aus South Carolina ein. Als Generalkonsul kehrte er nach Griechenland zurück. 1846 zog die Familie nach Trenton. Dort erwarb er ein beträchtliches Vermögen und war einer der Gründer der Trenton Gas Co. Der Familienbesitz in South Carolina war 1862 in Gefahr, durch die Regierung der Konföderierten Staaten von Amerika beschlagnahmt zu werden. Um dem vorzubeugen, begab sich sein Sohn, Ion Perdicaris, nach Griechenland, um seine amerikanische Staatsbürgerschaft aufzugeben und die griechische zu erlangen.
Schließlich wanderte Perdicaris nach Tanger (Marokko) aus. Dort traf Perdicaris 1871 Ellen Varley, die Frau des bedeutenden Telegraphen-Ingenieurs Cromwell Fleetwood Varley. Sie verließ ihren Ehemann und zog zu Perdicaris, nach den Maßstäben der Zeit ein Skandal. 1873 wurde die Ehe mit ihrem Mann geschieden und sie ließ sich mit zwei Söhnen und zwei Töchtern bei Perdicaris in Tanger nieder. Perdicaris verfasste mehrere Bücher über Marokko und nahm eine wichtige Stellung in der ausländischen Gemeinde ein.

## Die Entführung
Am 18. Mai 1904 wurden Ion Perdicaris und Ellens Sohn Cromwell Varley von Untergebenen des berberischen Aufständischen Mohammed Abdullah Ibn el Raisuli el Hasali el Alani aus ihrer Villa entführt. Raisuli richtete mehrere Forderungen an Sultan Abd al-Aziz: 70.000 Dollar in Gold, sicheres Geleit und die Anerkennung als Pascha zweier Bezirke um Tanger.

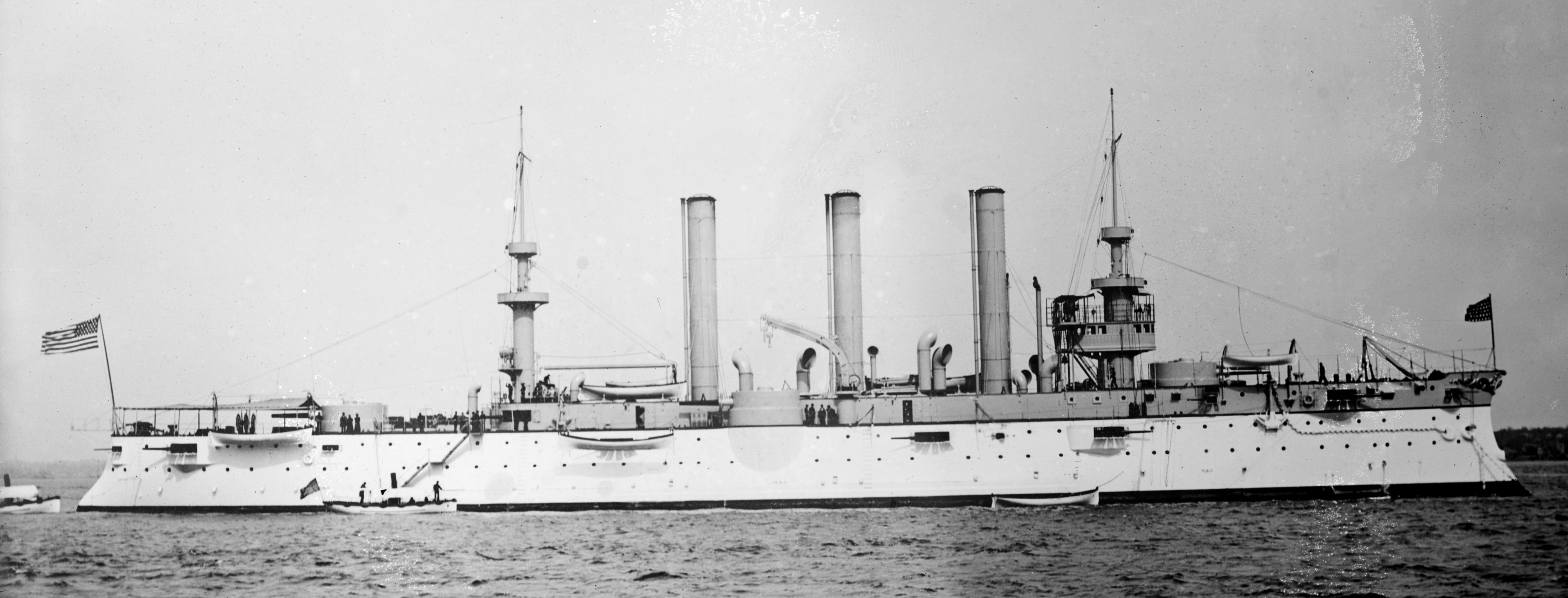
USS Brooklyn um 1907

Der Vorfall sorgte in den Vereinigten Staaten für Empörung und veranlasste Theodore Roosevelt zur Entsendung eines Marinegeschwaders nach Marokko. Dabei waren die Kreuzer Brooklyn und Atlanta. Auch dabei waren einige Kompanien des Marine Corps unter dem Kommando des Admirals French Ensor Chadwicks. Es sollte Druck auf die dortige Regierung ausgeübt, respektive etwas zur Befreiung der Geiseln unternommen werden.
Am 1. Juni wurde bekannt, dass Perdicaris gar keine US-Staatsangehörigkeit mehr besaß. Doch Roosevelt argumentierte, da Raisuli geglaubt habe, er sei US-Bürger, spiele dies keine Rolle. Roosevelt versuchte, Großbritannien und Frankreich in eine militärische Aktion einzubinden. Beide Staaten lehnten dies jedoch ab und erklärten sich nur bereit, Druck auf den Sultan auszuüben, die Forderungen Raisulis zu erfüllen. Am 21. Juni kam Sultan Abd al-Aziz den Forderungen nach. Außenminister John Hay sah sich veranlasst, das Gesicht zu wahren und äußerte auf der Republican National Convention: „Die Regierung will Perdicaris lebend oder Raisuli tot.“ Diese Äußerung veranlasste die bis dahin eher verhaltene Versammlung zu Begeisterungsstürmen und half Roosevelt bei seiner Wiederwahl. Wenige Tage nach diesen Worten wurde Perdicaris freigelassen.

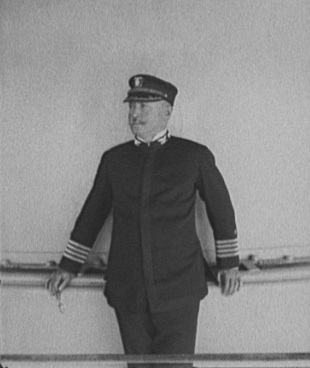
Admiral French Ensor Chadwick

Der Umstand, dass die US-Regierung allen Forderungen Raisulis nachgekommen und Perdicaris kein US-Bürger war, wurde geheim gehalten. Erst 1933 brachte der Historiker Tyler Dennett diese Informationen an das Licht der Öffentlichkeit.
1975 wurde die Geschichte mit Sean Connery und Candice Bergen in den Hauptrollen verfilmt. Der Wind und der Löwe nahm sich allerdings reichlich historische Freiheit. Noch heute erinnert Perdicaris Place in Trenton an Ion Perdicaris und seinen Vater Gregory. Perdicaris starb 1925 im Londoner Stadtteil Chislehurst.